# Giovanni Francesco Guerrieri

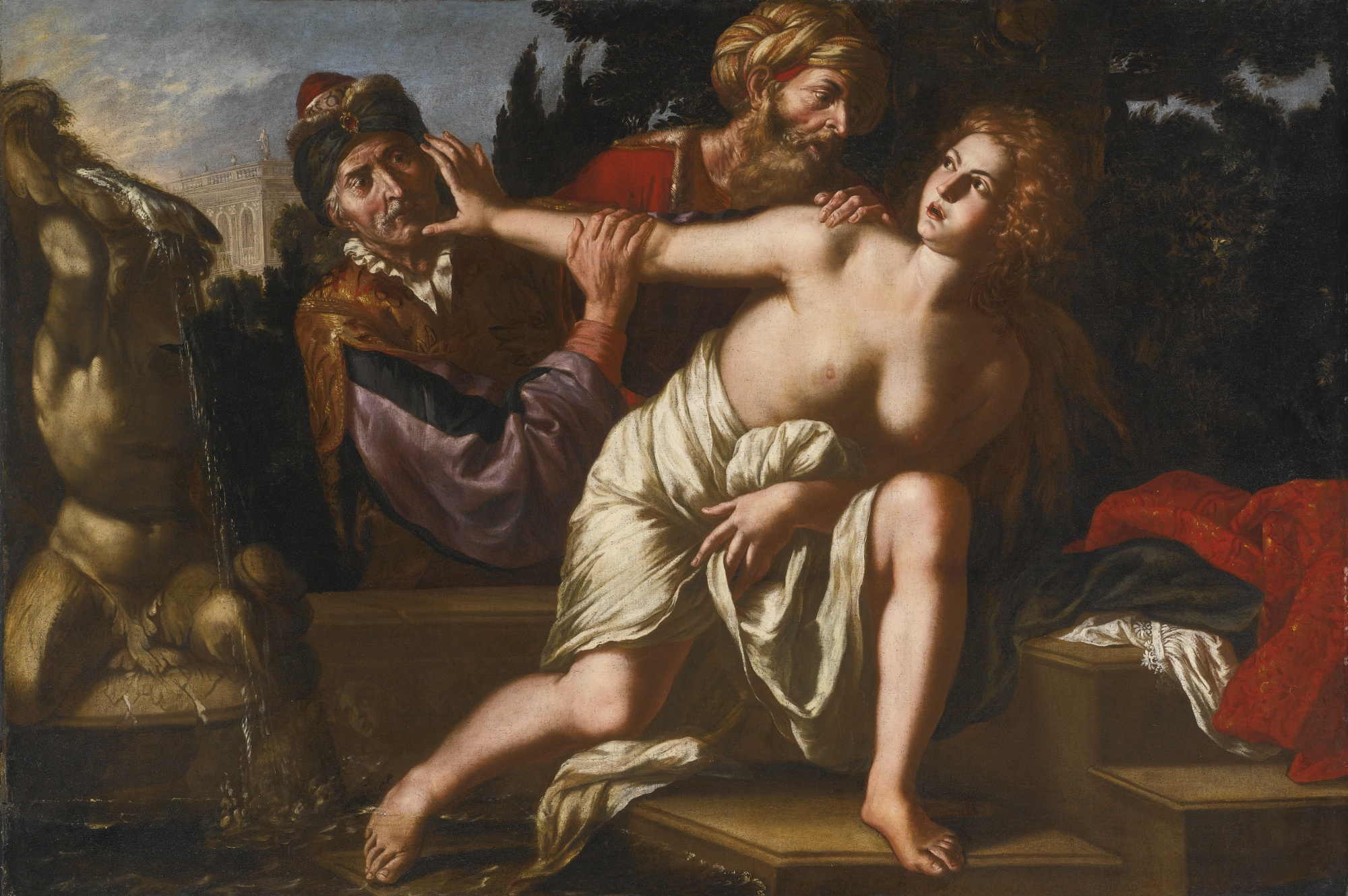
Susanna e i vecchioni

Giovanni Francesco Guerrieri, conosciuto anche come Giovan Francesco Guerrieri da Fossombrone (Fossombrone, 1589 – Pesaro, 3 settembre 1657), è stato un pittore italiano.

## Biografia
Figura di spicco della pittura seicentesca marchigiana, la cui pittura viene sovente paragonata, anche se con toni più tenui, a quella del Caravaggio, di cui subì l'influenza in gioventù, durante il suo periodo formativo trascorso a Roma.

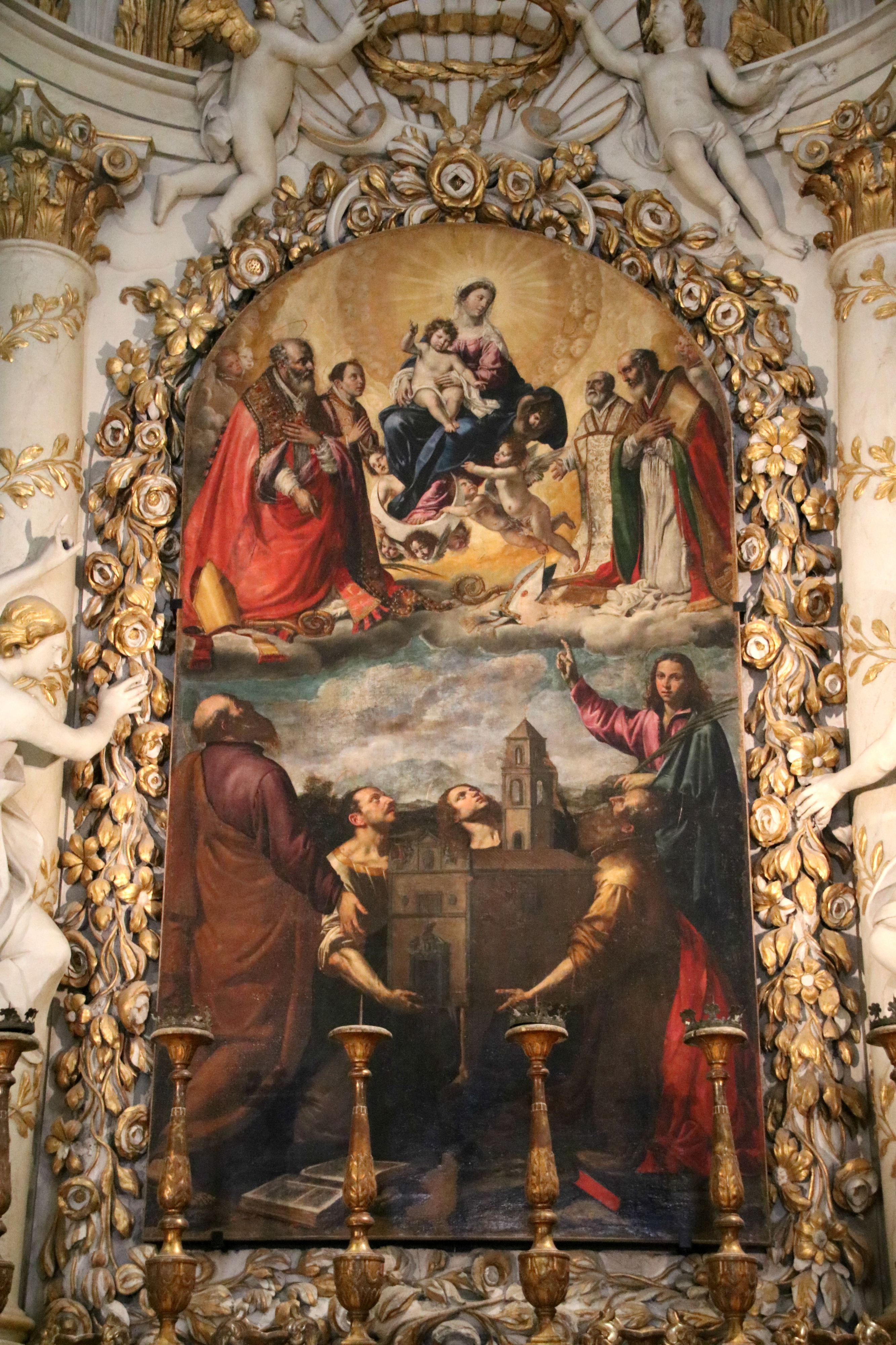
I Cinque Santi Martiri offrono la chiesa alla Madonna, pala dell'altar maggiore, Chiesa di San Filippo, Fossombrone

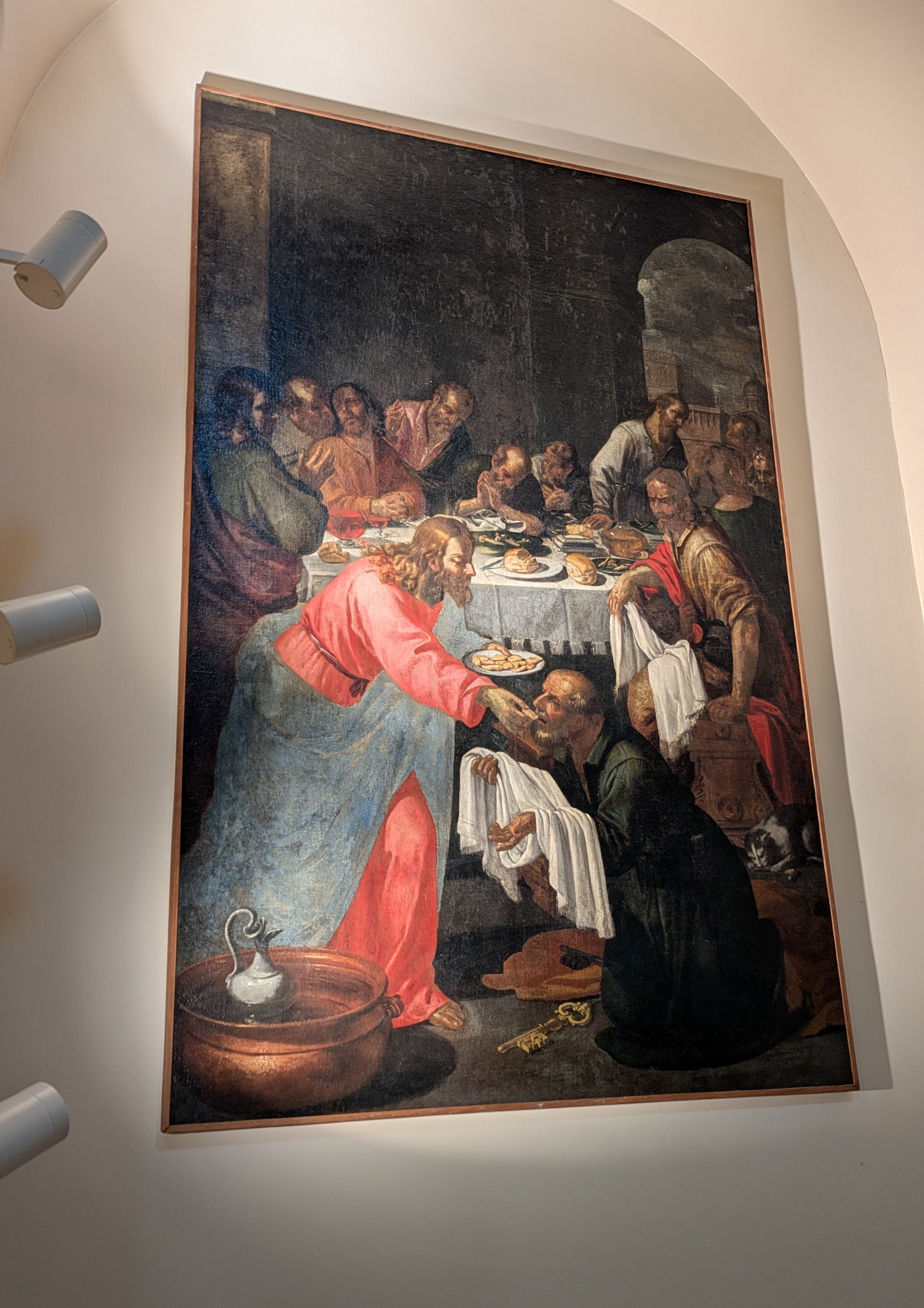
Comunione degli Apostoli, conservata nella Chiesa di Santa Lucia a Piagge di Terre Roveresche

Figlio di Ludovico e Vittoria Draghi, famiglia di condizione agiata, il padre, dottore in legge e notaio, ricoprì svariati incarichi nelle amministrazioni cittadine, sia presso il comune di Fossombrone sia presso altri centri vicini. Per cui Giovan Francesco ricevette una buona istruzione. Proprio nel periodo in cui il padre fu Podestà di Mombaroccio, il figlio realizzò, su commissione del consiglio comunale, le sue prime opere (1602), ovvero uno stendardo (andato perduto) e una tela raffigurante una Madonna con Bambino, ancora conservato nel Municipio del castello. Pochi anni dopo soggiornò a Pesaro, dove entrò in contatto con Giovan Giacomo Pandolfi ed il Trometta, influenzati dallo stile dei fratelli Zuccari e del Barocci, oltre a conoscere la pittura di Andrea Lilli e Andrea Boscoli.
Tra il 1611 e il 1618 soggiornò a Roma, dove poté formare il proprio stile, entrando in contatto con esperienze caravaggesche. Rientrò brevemente nella terra natia (1614 circa), per realizzare le tele per la Cappella di San Nicola di Tolentino nella chiesa di Santa Maria del Ponte in Piano a Sassoferrato, commissionategli da Vittorio Merollo, archiatra di papa Paolo V. Subito dopo averle terminate torna nell'Urbe, per decorare alcune sale di Palazzo Borghese (Il Parnaso, Il trionfo della Religione, Il trionfo delle Scienze e Il trionfo delle Virtù). Rientrò nella sua città natale, dopo aver terminato le opere per i Borghese, ritirandosi a Fossombrone e realizzando opere in ambito essenzialmente locale, guadagnandosi l'appellativo di pittore parrocchiale.
Agli inizi degli anni venti, riceve dal Comune di Fossombrone la commissione per realizzare la pala dell'altar maggiore della chiesa di San Filippo. Ricoprì la carica di Anziano nel consiglio comunale di Fossombrone (come già suo padre), nel 1627 e nel 1651.
Sposatosi con Emilia Muzi, dalla quale ebbe sei figlie, di cui la secondogenita, Camilla (1628-64), lo aiutò nella sua attività, soprattutto negli ultimi anni, quando Giovan Francesco fu afflitto da problemi di salute.
Agli inizi degli anni trenta del XVII secolo, il Guerrieri ricevette un'altra importante committenza, da parte della famiglia fanese Petrucci-Manasangue, per decorare la cappella di San Carlo Borromeo nella chiesa di San Pietro in Valle.
Morì a Pesaro, dove visse gli ultimi anni, nella casa della figlia Camilla e di suo marito.
Le sue opere sono tuttora conservate in diversi musei, pinacoteche e chiese della provincia di Pesaro e Urbino. Nella collezione Molinari Pradelli di Bologna c'è una sua Natura morta di fiori e ortaggi. Molto ristretta risulta essere la sua produzione grafica (disegni e incisioni).
Risale al 1997 una personale a lui dedicata ed allestita tra la Corte Alta e la Chiesa di San Filippo della sua città natale, Fossombrone.

## Opere principali
- Mombaroccio, Municipio, Madonna con Bambino (1602), 96 x 78 cm, olio su tela.
- Roma, collezione privata, Santa Maria Maddalena (1611), 185 x 90 cm.[3]
- Urbino, Galleria Nazionale delle Marche, Santa Cecilia (1612 / 14), 70 x 40 cm.[4]
- Sassoferrato, Cappella di San Nicola di Tolentino nella chiesa di Santa Maria del Ponte del Piano, Il miracolo della canna (1614 circa), 220 x 210 cm.
- Sassoferrato, Cappella di San Nicola di Tolentino nella chiesa di Santa Maria del Ponte del Piano, Il miracolo delle rose (1614 circa), 220 x 210 cm.
- Sassoferrato, Chiesa di Santa Maria del Ponte del Piano, Vergine della Cintura con i Santi Agostino e Monica (1614 circa), 228 x 170 cm.
- Roma, Galleria Borghese, Giuseppe spiega i sogni dei prigionieri (1614 / 18), 168 x 241 cm.
- Roma, collezione privata, Ratto d'Europa (1618 circa), 113 x 140 cm.
- Urbino, Galleria Nazionale delle Marche, Madonna con Bambino (1615 / 18), 75,5 x 58 cm.
- Pesaro, Fondazione Cassa di Risparmio di Pesaro, Giuditta e Oloferne con la fantesca (1620 circa), 128 x 106 cm.
- Fossombrone, Chiesa di San Filippo, Madonna con Bambino in gloria con quattro Santi e, in basso, i cinque martiri Aquilino, Gemino, Gelasio, Magno e Donato nell'atto di offrire un modello della chiesa (1621 - 23), 420 x 230 cm.
- Fossombrone, Chiesa di San Filippo, San Barnaba orante (1620 circa), 175 x 120 cm.
- Fossombrone, Chiesa di San Filippo, Santa Caterina da Siena (1622 circa), 257 x 194 cm.[5]
- Fossombrone, Chiesa di San Filippo, Santissima Trinità e San Michele Arcangelo che intercede per le anime purganti (1624), 276 x 180 cm.
- Pergola, Chiesa di San Marco, Madonna con Bambino e i Santi Marco, Giovanni apostolo e Santi carmelitani (1625 circa), 320 x 250 cm.
- Fossombrone, Cattedrale, Madonna con Bambino e San Francesco (1627), 245 x 166 cm.
- Fabriano, Cattedrale, Madonna con Bambino in gloria e San Filippo Neri (1629), 340 x 180 cm.
- Piagge di Terre Roveresche, Chiesa di Santa Lucia, Comunione degli Apostoli (1630), 250 x 162 cm.[6]
- Arcevia, Palazzo Anselmi, Madonna con Bambino e i Santi Francesco, Pietro e Giacomo (1630 circa), 325 x 200 cm.[7]
- Fano, Chiesa di San Pietro in Valle, Il sogno di San Giuseppe (1631), 225 x 140 cm.
- Fano, Cappella di San Carlo Borromeo nella Chiesa di San Pietro in Valle, La visione di San Carlo Borromeo (1630 - 35 circa), 240 x 155 cm.
- Fano, Cappella di San Carlo Borromeo nella Chiesa di San Pietro in Valle, San Carlo Borromeo e il nobile Petrucci in abito di mendico (1630 - 35 circa), 210 x 145 cm.
- Fano, Cappella di San Carlo Borromeo nella Chiesa di San Pietro in Valle, Il miracolo del nato cieco (1630 - 35 circa), 120 x 145 cm.
- Urbino, Galleria Nazionale delle Marche, Cleopatra (1630 circa), 54 x 66 cm.
- Mercatello sul Metauro, Chiesa dei Santi Pietro e Paolo, San Carlo Borromeo in gloria (1630 / 35 circa), 304 x 183 cm.
- Urbania, Biblioteca comunale, Ritratto di Livia Feltria Della Rovere e della nipote Vittoria (ante 1641), 116 x 83 cm.
- Urbino, Galleria Nazionale delle Marche, San Pietro in carcere (1649 circa), 128 x 170,5 cm.[8]
- Parchiule di Borgo Pace, Chiesa dell'Annunziata, Madonna del Rosario e i Santi Domenico e Caterina (1650 circa), 253 x 170 cm.
- Urbino, Galleria Nazionale delle Marche, San Vittore (1654), 252 x 182 cm.[9]
- Montefiore Conca, Santuario della Beata Vergine di Bonora, Madonna con Bambino, Sant'Anna e San Carlo Borromeo (1656), 216 x 145 cm.